# Mesocrangon
Mesocrangon is een geslacht van kreeftachtigen uit de klasse van de Malacostraca (hogere kreeftachtigen).

## Soorten
- Mesocrangon intermedia (Stimpson, 1860)
- Mesocrangon munitella (Walker, 1898)
- Mesocrangon volki (Birstein & Vinogradov, 1953)